# Factor de células madre
En biología y medicina, el factor de células madre o factor de crecimiento de células progenitoras, también conocido con las iniciales SCF, del inglés Stem Cell Factor, es una citoquina que actúa como un factor de crecimiento, estimulando la hematopoyesis por la médula ósea, la generación de melanocitos en la piel y la formación de espermatozoides. Cumple su función uniéndose al receptor celular c-KIT (CD117). En la especie humana está codificado por un gen situado en el cromosoma 12 (12q22-12q24).

## Importancia en medicina
El factor de células madre se emplea, junto con otras citocinas, para facilitar el cultivo de células madre hematopoyéticas en el laboratorio, con la finalidad de emplearlas posteriormente en un trasplante de médula ósea.

### Relevancia clínica
El SCF puede utilizarse junto con otras citocinas para cultivar células madre hematopoyéticas y progenitores hematopoyéticos. La expansión de estas células ex vivo (fuera del cuerpo) permitiría avances en el trasplante de médula ósea, en el que las células madre hematopoyéticas se transfieren a un paciente para restablecer la formación de sangre. Uno de los problemas de la inyección de SCF con fines terapéuticos es que el SCF activa los mastocitos. Se ha demostrado que la inyección de SCF causa síntomas similares a los de las alergias y la proliferación de mastocitos y melanocitos.
La sobreexpresión de SCF transmembrana específica de los cardiomiocitos promueve la migración de células madre y mejora la función cardíaca y la supervivencia de los animales después de un infarto de miocardio.